# Acacia covenyi
Acacia covenyi är en ärtväxtart som beskrevs av Mary Douglas Tindale. Acacia covenyi ingår i släktet akacior, och familjen ärtväxter. Inga underarter finns listade i Catalogue of Life.

## Bildgalleri

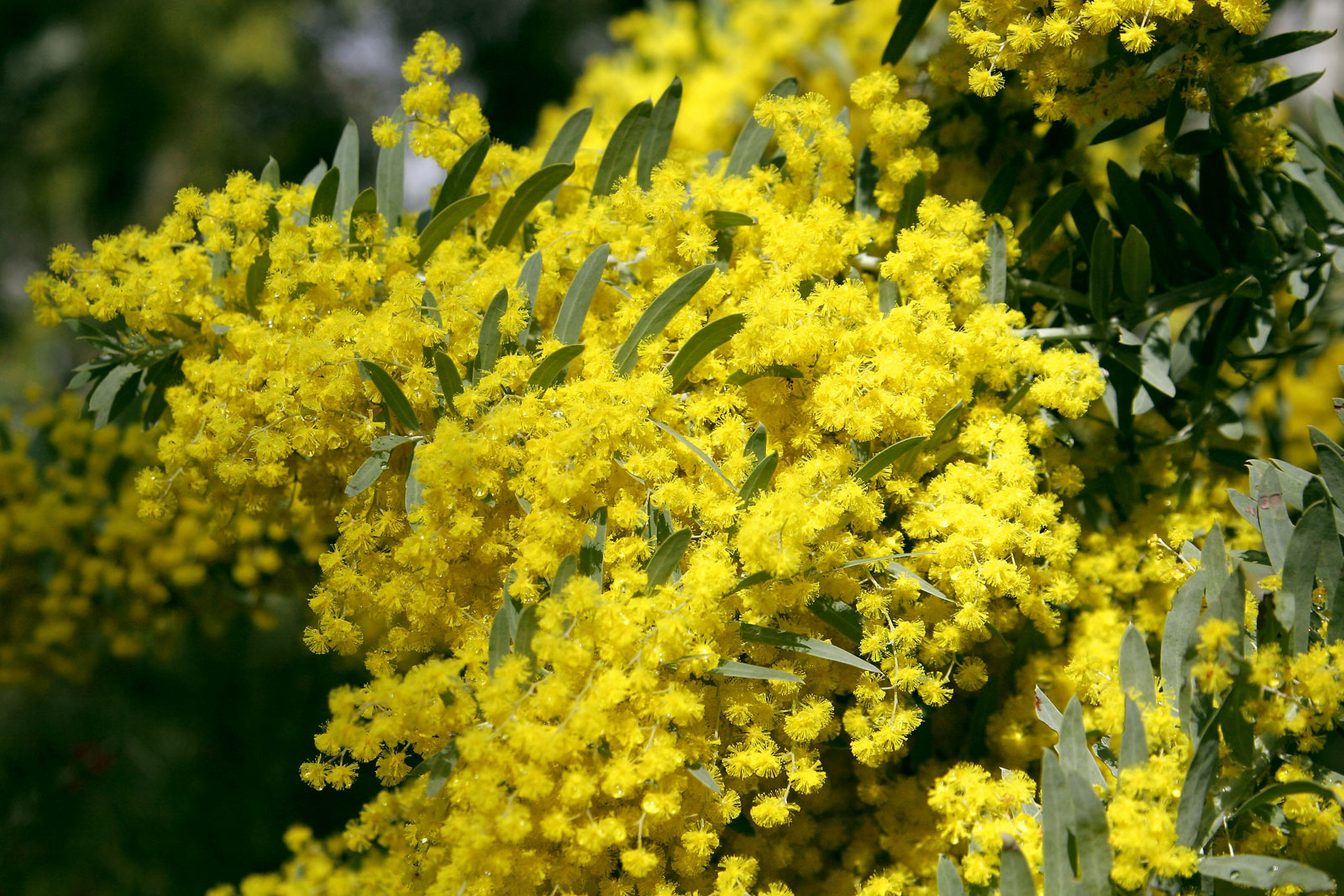